# Giancarlo Brusati
Giancarlo Brusati, född 6 mars 1910 i Milano, död 30 juni 2001 i Barlassina, var en italiensk fäktare.
Brusati blev olympisk guldmedaljör i värja vid sommarspelen 1936 i Berlin.